# T. Kanakam
T. Kanakam conocida también como Kanakam (Kharagpur, 1927 - 21 de julio de 2015), fue una famosa actriz de cine y cantante india, famosa entre las décadas de 1940 y de 1960. Actuó en algunas películas más conocidas y populares de su época.

## Biografía
Nació en Kharagpur, en 1927 y más adelante pasó a la Vijayawada. Ella comenzó a interpretar canciones populares en All India Radio desde su infancia. Se hizo famosa por interpretar el tema musical "Nayakuralu Nagamma" en Palnati Yudham y Sri Krishna, que fue interpretado para dramas de Kurukshetram. Ella también participó como Srirama, Chintamani y muchas otras producciones más, y recorrió todo el estado con otros dramas. Entre los filmes que participó fueron como; Peesapati Narasimha Murty, Shanmukhi Anjaneya Raju, Raghuramaiah Kalyanam, Venkataramaiah Relangi, Satyam Madhavapeddi y entre otros.
Ella interpretó para algunas canciones en las películas como Cheyi Cheyi Kalupukora en Raksharekha y Bhale Doralaku en Shavukaru.

## Filmografía
| Año  | Película          | Idioma | Caracteres |
| ---- | ----------------- | ------ | ---------- |
| 1946 | Gruhapravesam     | Telugu |            |
| 1947 | Brahma Ratham     | Telugu |            |
| 1949 | Gunasundari Katha | Telugu | Yakshini   |
|      | Keelu Gurram      | Telugu |            |
|      | Raksharekha       | Telugu |            |
| 1950 | Shavukaru         | Telugu | Raami      |
| 1951 | Patala Bhairavi   | Telugu |            |
| 1952 | Daasi             | Telugu |            |
| 1966 | Letha Manasulu    | Telugu |            |
| 1967 | Bhakta Prahlada   | Telugu |            |